# Hankelow
Hankelow är en ort och civil parish i Storbritannien.   Den ligger i kommunen Cheshire East i riksdelen England, i den södra delen av landet, 230 km nordväst om huvudstaden London. Hankelow ligger 70 meter över havet och antalet invånare är 272.
Terrängen runt Hankelow är platt. Runt Hankelow är det tätbefolkat, med 343 invånare per kvadratkilometer. Närmaste större samhälle är Newcastle under Lyme, 17,3 km öster om Hankelow. Trakten runt Hankelow består i huvudsak av gräsmarker.